# كروز (إقليم فرنسي)

موقع اقليم كروز

كروز (بالفرنسية: Creuse) هي إقليم فرنسي يقع في وسط فرنسا، سمي باسم كروز نسبه إلى نهر كروز.

## تاريخ الإقليم
إقليم كروز هو واحد من الأقاليم الثلاثة والثمانون اللائي تتشكل منها جمهورية فرنسا، واللائي أنشئت بُعيد الثورة الفرنسية يوم 4 مارس 1790، وقد أنشأ هذا الإقليم من أنقاض الإقليم الفرنسي السابق لا مارش (La Marche).

## جغرافية البلدية
يعتبر إقليم كروز جزءا من منطقة ليموزان ويحيط بها كل من الأقاليم التالية : كوريز (Corrèze)، هوت فيين (Haute-Vienne)، أليي (Allier)، بوي دو دوم (Puy-de-Dôme)، شير، وأندر (Indre).
تقع منطقة إقليم كروز في وسط كتلة صخرية ويتخللها نهر كروز وروافده المنتشره في عموم أرجاء البلدية، وقد تم إقامة سد على النهر من عدة مواقع متفرقة في حدود البلية وذلك لتوفير المياه لمدن وبلدات البلدية وتوليد الطاقة الكهرمائية كما هو الحال في المناطق الداخلية في قارة أوروبا، يكون الشتاء باردا نسبيا في إقليم كروز مع بعض الثلوج في شهر نيسان / أبريل، ولكنه صيف حار أيضا في أشهر الصيف، ويسقط المطر على مدار العام بسبب ارتفاع المنطقة العالية نسبيا.
تعتبر التلال هي أساسا تضاريس البلدية، وتتقاطع في الإقليم الكثير من الوديان شديدة الانحدار، وينتشر في البلدية العديد من الغابات التي تحتوي على الكثير من الأشجار منها : البلوط والرماد والكستناء والبندق التي تنتشر في الأراضي الحرجية، ويقوم اقتصاد الإقليم على الزراعة وتربية الأبقار والأغنام.

## التركيبة السكانية
ويطلق على سكان إقليم كروز اسم كروزيس (Creusois). وعلى مدى جيلين ماضيين في بلدية كروز شهدت البلدية أكبر انخفاض في عدد السكان حدث في أقاليم فرنسا جمعاء، حيث كان عدد سكان البلدية في عام 1960 164000 نسمه، ثم انخفض في عام 1999 إلى 124000 نسمه، أي بانخفاض قدره 24%.

## أعلام البلدية
- مارتين نادود (Martin Nadaud) : سياسي فرنسي (1815-1898).
- ميشيل ريفاتر (Michael Riffaterre) : كاتب وناقد فرنسي (1924-2006).

## السياحة
يعد إقليم كروز من مناطق الجذب السياحي الرئيسية في فرنسا، وأهم ما يميزها هو متحف النسيج (tapestry museum) في أوبيسون، وقلاع فيلي موتنكس، بوساك، وبانيزيت، وكما يميز بلدية كروز وجود دير موتير دي اهون (Moutier - d'Ahun) حيث يحتوي على منحوتات خشبية استثنائية من القرن 17 الميلادي.
يعتبر إقليم كروز موطن لحديقة الحيوانات الكبيرة ليس لوب دي شبريرز (Les Loups de Chabrières) التي تحتوي الذئاب فقط، وهو يتضمن على 24 ذئب رمادي أوروبي، وذئبان كنديان أبيضين، واثنين من الذئاب السود الكندية.
منذ أواخر عام 1990، أصبحت كروز واجهة سياحية مهمة، بسبب أ، الصيف فيها دافيء نسبيا لكنه ليس ساخن كما هو الحال في المناطق الجنوبية من فرنسا، ونظرا لطبيعة الغابات الموجودة في البلدية ولان نسبة التلوث فيها قليل، كما أن كثير من السياح (لا سيما السياح البريطانيين والهولنديين، وأيضا الألمانيين والبلجيكيين) يشترون منازل العطلات في كروز.